# Семья Лесьневских (фильм)
Семья Лесьневских (пол. Rodzina Leśniewskich) — польский семейный фильм 1980 года. Экранизация книги Кристины Богляр. 
 
На основе данного материала также был снят одноимённый 7-серийный телесериал с расширенными сюжетными линиями.

## Сюжет
Лесьневские с четырьмя детьми вселились в новую квартиру. Старшие ребята ходят в школу, папа — на работу, а мама ведёт домашнее хозяйство и занимается близнецами. Всё изменяется, когда мама записывается на учёбу.

## В ролях
- Кристина Сенкевич — Ядвига Лесьневская, мать
- Кшиштоф Ковалевский — Анджей Лесьневский, отец
- Ванда Майерувна — тётя Тося
- Войцех Семион — профессор Збигнев Радош
- Богдан Баэр — профессор Скубишевский
- Кшиштоф Литвин — ассистент профессора Скубишевского
- Юзеф Перацкий — Арек, сосед
- Зыгмунт Зинтель — Александр, сосед с собакой
- Тадеуш Квинта — «Странный», сосед
- Богуслав Сохнацкий — Ковальский, сосед

дети:
- Агата Млынарская — Агнешка
- Мацей Стройны — Лешек
- Магдалена Шоль — Беата
- Томаш Бжезиньский — Павел